# Gruzínská Národní garda

Vlajka Gruzínské Národní gardy

Gruzínská Národní garda (GNG) (gruzínsky: საქართველოს ეროვნული გვარდია, sakartvelos erovnuli gverdia) je vojenská ozbrojená formace v rámci gruzínské armády. Hlavním úkolem Národní gardy je rychle se postavit vnějším hrozbám a být nápomocna vládě při občanských nepokojích, během stavu nouze nebo při přírodních katastrofách. Národní garda je také zodpovědná za mobilizaci záloh gruzínské armády a účastní se též zahraničních misí.

## Historie

Tengiz Kitovani, první velitel GNG

GNG byla oficiálně zřízena 20. prosince 1990 a stala se tak první skutečně národní ozbrojenou složkou v rámci Gruzínské SSR. Je také zakládající jednotkou gruzínských ozbrojených sil po nabytí nezávislosti na sovětské moci. V té době byla tvořena hlavně dobrovolníky, kteří měli za úkol zejména bránit etnickými konflikty ohroženou územní celistvost Gruzie a veřejný pořádek, takže se od počátku svého vzniku aktivně podílela na dění v postsovětské Gruzii. Gruzínsko-osetinský konflikt, který vypukl už v roce 1989, vznik GNG značně urychlil, neboť se náhle vyrojilo několik dobrovolnických ozbrojených státem nekontrolovaných skupin ochotných bránit celistvost vlasti. Těm však chyběla organizace, velení, výcvik, dozor i zákonný status. Po roce byly tyto dobrovolnické skupiny rozhodnutím parlamentu konečně sjednoceny do GNG a vůdce gruzínského hnutí za nezávislost a budoucí prezident Zviad Gamsachurdia jmenoval do jejího čela Tengize Kitovaniho, jenž předsedal parlamentnímu výboru pro obranu. Hlavní nábor dobrovolníků do GNG se konal v únoru 1991 a byl dokončen v dubnu téhož roku.
Jenže v srpnu 1991 došlo k rozkolu Národní gardy, když byl Tengiz Kitovani Gamsachurdiou odvolán z velení nad GNG. Část GNG však zůstala Kitovanimu věrná a opustila s ním Tbilisi, aby se tam koncem roku vrátila podpořit Joselianiho a Siguův puč proti prezidentu Gamsachurdiovi. Po útěku prezidenta ze země 6. ledna 1992 však byla Národní garda, tehdy stále ještě jediná oficiální ozbrojená složka Gruzie, pomalu vytěsňována Joselianiho polovojenskou organizací Mchedrioni a stát nad ní ztratil kontrolu. Kvůli tomu se objevily vážné problémy s disciplínou členů GNG, s chabou akceschopností a se střetem velitelů Mchedrioni se zájmem národní bezpečnosti. Boj GNG s Mchedrioni o vliv v zemi situaci vůbec nepomohl. Vůdce Státního koncilu Gruzie Eduard Ševardnadze se situaci snažil vyřešit vytvořením jednotné profesionální armády, jenže neúspěšně. Narazil na neochotu všech vojenských a polovojenských organizací provést tuto změnu, na vypuknuvší konflikt v západní Gruzii, a také na příliš silný vliv Kitovaniho i Joselianiho. V květnu 1992 byl tedy Kitovani jmenován ministrem obrany, aby byla aspoň jeho Národní garda pod státním dohledem. Jenže Kitovani využil své nové pozice jen k posílení svého vlivu na úkor Ševardnadzeova a GNG zůstávala nadále na státu nezávislá. Kitovani pak dal, patrně bez konzultace se Ševardnadzem, zahájit útok na Suchumi a z etnického konfliktu v Abcházii se stala skutečná válka. V roce 1993 byl však Kitovani (a později i Joseliani) odvolán z vládních funkcí pro obranu a bezpečnost za zbrklost a nepřiměřenost akcí GNG v Abcházii a v konečném důsledku také za utrpěnou porážku. Kitovani tak přišel o post vrchního velitele GNG.
Ševardnadze pak v důsledku toho, že Gruzínská armáda stále ještě vlastně fyzicky neexistovala, degradoval Národní gardu na složku oddělenou od zbytku ozbrojených sil, zredukoval počet členů a mnoho jich dal přeložit do ostatních složek armády, čímž oslabil její vliv, a musel se ještě nějakou dobu spoléhat na Mchedrioni kvůli neakceschopnosti GNG i armády. V roce 1994 byla GNG převedena přímo pod Ministerstvo obrany Gruzínské republiky a ukončila tak de facto svou nezávislost na vládní moci. V roce 2004 byla GNG podle plánu ministra obrany Gela Bežuašviliho zreformována a zreorganizována do dnešní podoby. Byla zřízena nová výcviková střediska pro rezervisty.

## Organizace GNG

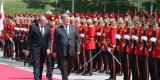

Nejvýše postaveným členem Gruzínské Národní gardy je Nejvyšší velitel Národní gardy (v současnosti je jím Levan Gamkrelidze) a jeho zástupce. Národní garda je rozdělena v dnešní době do šesti jednotek (G-1 až G-6), které jsou rozmístěny na základnách v Kodžori, Senaki, Choni, Muchrovani, Telavi a Tbilisi. GNG je spravována oddělením Národní gardy ministerstva obrany Gruzínské republiky.

## Nasazení
- Gruzínsko-osetinský konflikt (1991-1992)
- Ozbrojený puč proti vládě Zviada Gamsachurdii (1991-1992)
- Gruzínsko-abchazský konflikt (1992-1993)
- Občanská válka v Gruzii (1993)
- Válka v Jižní Osetii (2008)